# D (音名)
D或者re是唱名的第二個音。
當計算十二平均律連同參考的A以上中音C是440 Hz，中音D(D4)的頻率大約是293.665 Hz。參見音高的相關討論。

## 十二律
D在十二律中对应太簇（太蔟）。